# 東市江村
東市江村（ひがしいちえむら）は、愛知県海西郡にかつてあった村である。
現在の愛西市南部（東條町、西條町、本部田町）と弥富市北部（楽平）などに該当する。

## 歴史
- 1875年（明治8年） - 本部田村が本部田村と楽平村に分立する。
- 1889年（明治22年）10月1日 - 東条村、西条村、本部田村、楽平村が合併し、東市江村が発足。
- 1906年（明治39年）7月1日 - 市腋村の一部[1]、十四山村の一部[2]が合併し、市江村発足。同日東市江村は廃止。
- 1955年（昭和30年）4月1日 - 市江村が分割される。
  - 旧・東市江村のうち東条・西条・本部田 → 佐屋町
  - 旧・東市江村のうち楽平 → 弥富町